# ケイリドプシス属
ケイリドプシス属（ケイリドプシスぞく、学：Cheiridopsis）は、ハマミズナ科に含まれる植物の属の一つ。近縁属にフリチア属やフェネストラリア属、ギバエウム属などがある。

## 概要
南アフリカ共和国のケープ州、ナミビア全域が原産地の多肉植物である。葉はベルゲランタス属と似ており、三角形に角張って直立するが、先端は尖らない。園芸種には葉色は白っぽくなる種や、アルギロデルマやリトープスの様な半円に割れ目が入った葉を持つ種もいたりと草姿のバリエーションに富む。花はハマミズナ科の植物によく見られるキク科の花に似た頭状花序で、花色は白色、黄色、橙色、桃色がある。花は秋頃に見られる。

## 栽培方法
生育期は秋～春頃で、日本の高温多湿の夏を苦手としている。梅雨時期からは断水を心掛け、土壌を乾燥させるようにする。耐寒性は多少優れるが（大体3℃くらい）、降霜に遭うと葉がゼリー状になって溶けて枯死するので、冬季は温室や屋内で栽培すると良い。

## 名称について
属名Cheiridopsisの由来は不明。

## 下位分類

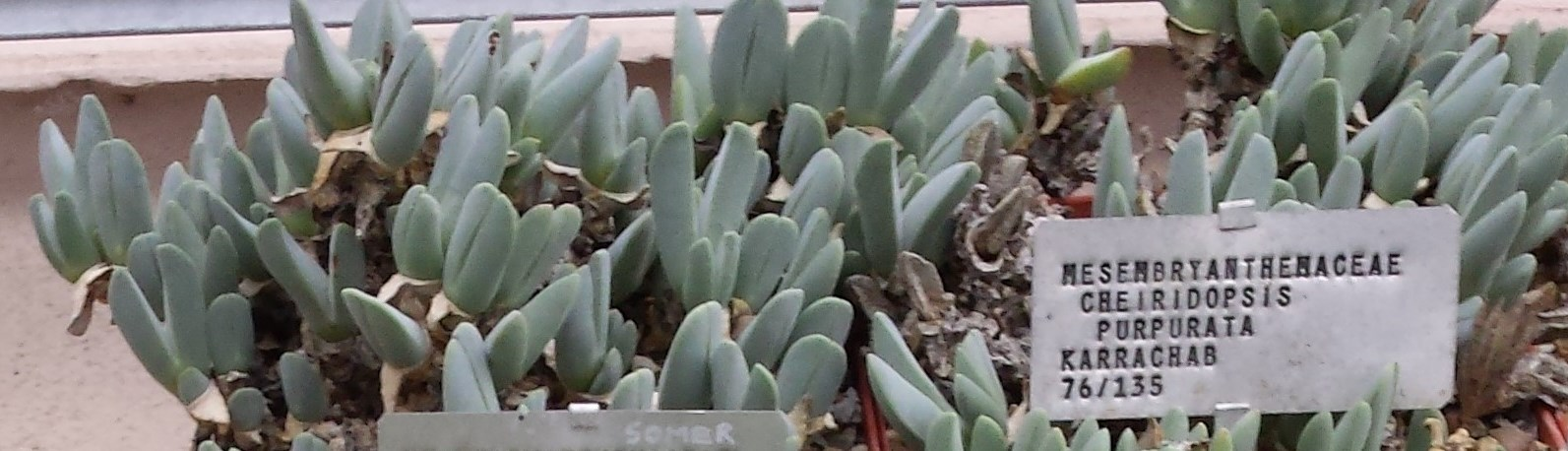
Cheiridopsis purpurata

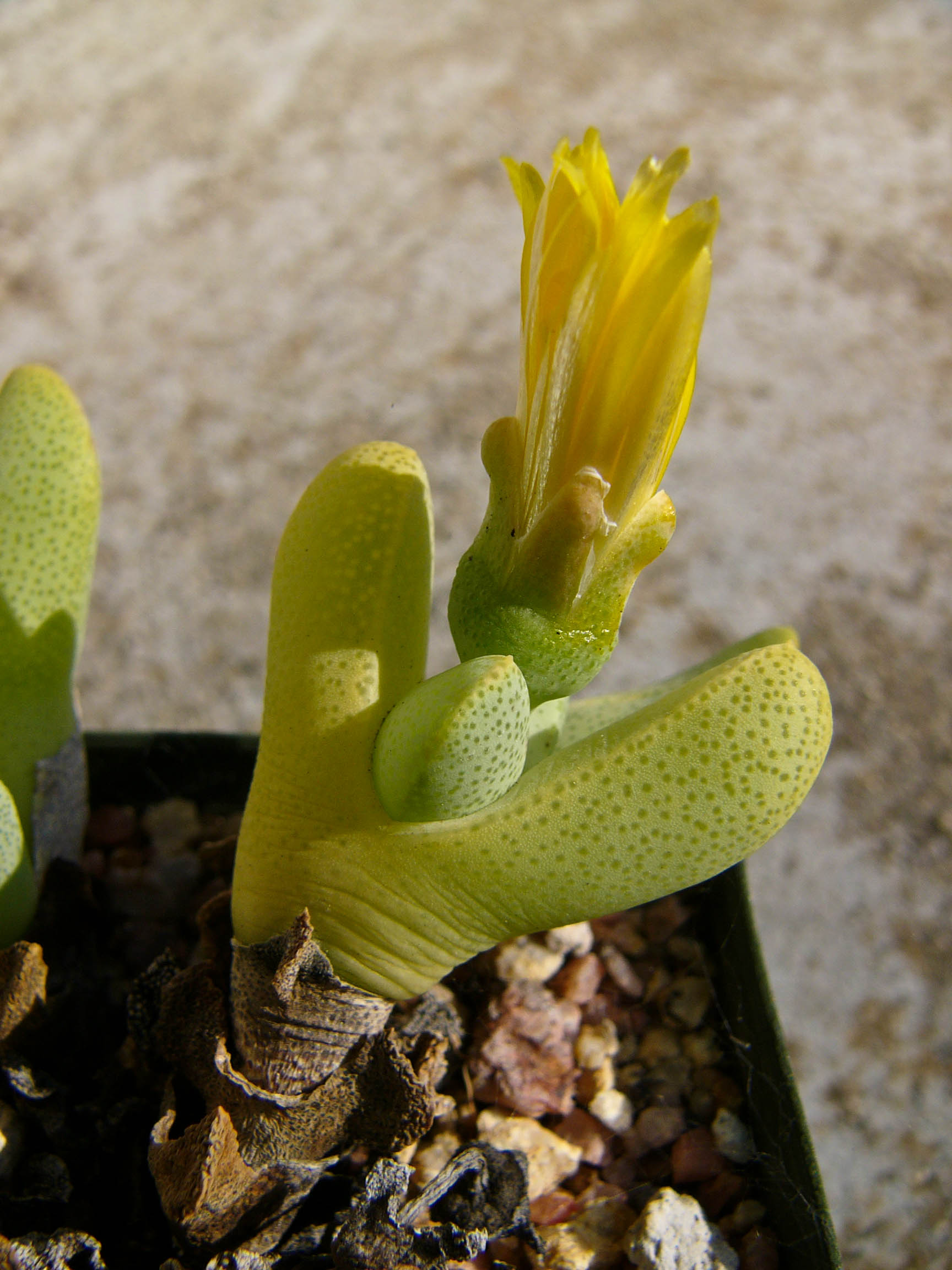
Cheiridopsis sp.

ケイリドプシス属は100種程度程度が認められる。ここでは栽培される種を抜粋し掲載する。
- 鶴翔 - かくしょう（C. framesii）
- 擬宝珠 - ぎぼうしゅ（C. gibbosa）
- 呉羽 - くれは（C. derenbergiana）
- 翔鳳 - しょうほう（C. peculiaris）
- 青海波 - せいかいは（C. bibracteata）
- 逆鉾 - さかほこ（C. cigarettifera）
- 慈晃錦 - じこうにしき（C. candidissima）
- 神風玉 - しんぷうぎょく（C. sp.）
- 神鳳玉 - しんぽうぎょく（C. verrucosa）
- 朱蟹玉 - しゅかいぎょく（C. aspera）
- 聖心玉 - せいしんぎょく（C. duplesii）
- 双調玉 - そうちょうぎょく（C. comptonii）
- 大双剣 - だいそうけん（C. caroli-schmidtii）
- 埴生野 - はぶの（C. carnea）
- 氷嶺 - ひょうれい（C. denticulata）
- 碧麗玉 - そうれいぎょく（C. cuprea）
- 凌雲 - りょううん（C. purpurascens）
- 稜峰 - りょうほう（C. luckhoffii）
- 麗玉 - れいぎょく（C. vanzylii）